# アベル・コジェニオウスキ
アベル・コジェニオウスキ（ポーランド語: Abel Korzeniowski、1972年7月18日 - ）は、ポーランドの作曲家。英国アカデミー賞、ゴールデングローブ賞受賞者。

## 経歴
クラクフ出身。第14回サンディエゴ映画批評家協会賞を受賞し、同じ映画で第67回ゴールデングローブ賞も受賞している。

## 主なディスコグラフィー
- メトロポリス Metropolis (1927) ※2004年新録版
- シングルマン Single Man (2009)
- ウォリスとエドワード 英国王冠をかけた恋 W.E. (2011)
- エスケイプ・フロム・トゥモロー Escape from Tomorrow (2013)
- ロミオとジュリエット Romeo and Juliet (2013)
- ペニー・ドレッドフル 〜ナイトメア 血塗られた秘密〜 Penny Dreadful (2014-2016) テレビドラマ
- ノクターナル・アニマルズ Nocturnal Animals (2016)
- 死霊館のシスター The Nun (2018)
- クーリエ:最高機密の運び屋 The Courier (2020)
- ティル Till (2022)